# La Liga Argentina (básquet) 2023-24
La temporada 2023-2024 de la Liga Argentina de Básquet, el segundo escalón del básquetbol argentino, comenzó el 14 de octubre de 2023 con la intervención de 33 equipos.
Será la primera edición en la que dirá presente Atenas, nueve veces campeón de la Liga Nacional de Básquet y el único equipo que había participado en todas las ediciones de la máxima categoría. 
El 21 de junio de 2024 terminaría la temporada con Atenas coronándose campeón frente a Racing de Chivilcoy venciéndolo por 3-2 en la serie final y siendo este su primer título de Liga Argentina.
El 16 de julio mediante sus redes sociales, el club Echague de Paraná anunció que debido a una deuda importante contraída por la anterior dirigencia se le imposibilitaba participar de la siguiente temporada. Por ello, alcanzó a un acuerdo en conjunto con la Asociación de Clubes de Básquetbol y el club Tomas de Rocamora, quien había descendido al finalizar la temporada, para que este tome su lugar en La Liga Argentina (básquet) 2024-25, manteniendo así la categoría. La nueva dirigencia del club entrerriano se comprometió en retomar la participación cuando se encuentre en condiciones.

## Equipos participantes
Un total de 33 equipos intervendrán en el torneo, divididos en Conferencia Norte (16 equipos) y Conferencia Sur (17 equipos). El formato de esta edición será idéntico al de la temporada pasada que consagró a Zárate Basket. En cuanto a la conformación del plantel, la propuesta incluye cuatro U23 de formación, de los cuales uno puede ser prestado y uno puede ser recientemente incorporado, aunque este último deberá ser U21 como máximo.

### Cambios de plazas
| Obtiene una plaza                   | Motivo                                                                 |
| ----------------------------------- | ---------------------------------------------------------------------- |
| Asociación Deportiva Atenas         | Desciende de La Liga Nacional 22-23                                    |
| Club Atlético Provincial (Rosario)  | Asciende de Liga Federal de Básquetbol 2023                            |
| Club Atlético Unión (Mar del Plata) | Asciende de Liga Federal de Básquetbol 2023                            |
| Club Amancay de La Rioja            | Le compra la plaza a Club Central Argentino Olímpico                   |
| Club Sportivo Suardi                | Realiza una alianza deportiva con el Club del Progreso de General Roca |
| Racing Club                         | Compra su plaza a la Asociación de Clubes de Básquetbol                |

| Pierde la plaza                          | Motivo                                                    |
| ---------------------------------------- | --------------------------------------------------------- |
| Club Parque Sur (Concepción del Uruguay) | Desciende a Liga Federal de Básquetbol 2024               |
| Tucumán Básquet                          | Desciende a Liga Federal de Básquetbol 2024               |
| Club Central Argentino Olímpico          | Vende su plaza al Club Amancay de La Rioja                |
| Club del Progreso de General Roca        | Realiza una alianza deportiva con el Club Sportivo Suardi |
| Club Deportivo Libertad                  | Desistió de participar                                    |
| Club Estudiantes Concordia               | Desistió de participar                                    |

| Conferencia Norte | Conferencia Norte                   | Conferencia Norte                      | Conferencia Norte |
| Club              | Ciudad                              | Estadio                                | Capacidad         |
| ----------------- | ----------------------------------- | -------------------------------------- | ----------------- |
| Amancay           | La Rioja                            | Estadio "Cristobal Romero"             |                   |
| Atenas            | Córdoba                             | Polideportivo "Carlos Cerutti"         | 3.500             |
| Barrio Parque     | Córdoba                             | Estadio "Teatro del Parque"            | 700               |
| Colón             | Santa Fe                            | Estadio "Roque Otrino"                 | 400               |
| Deportivo Norte   | Armstrong (Santa Fe)                | Estadio "Jorge Ferrero"                | 1.200             |
| Echagüe           | Paraná                              | Estadio "Luis Butta"                   | 2.306             |
| GEPU              | San Luis                            | Estadio "Emilio Perazzo"               | 2.000             |
| Independiente BBC | Santiago del Estero                 | Estadio "Dr. Israel Parnas"            | 1.000             |
| Jáchal            | San José de Jáchal (San Juan)       | Estadio "Papa Francisco"               | 2.000             |
| Montmartre        | San Fernando del Valle de Catamarca | Polideportivo "Fray Mamerto Esquiú"    | 4.800             |
| Rivadavia         | Rivadavia (Mendoza)                 | Estadio "Leopoldo Juan Brozovix"       | 900               |
| Salta Basket      | Salta                               | Estadio "Delmi""                       | 10.000            |
| San Isidro        | San Francisco (Córdoba)             | Estadio "Antonio Manno"                | 2.200             |
| Sarmiento         | Resistencia                         |                                        |                   |
| Sportivo Suardi   | Suardi (Santa Fe)                   | Estadio "El Gigante de la Avenida"     |                   |
| Villa San Martín  | Resistencia                         | Estadio de Villa San Martín            | 1.200             |
| Conferencia Sur   |                                     |                                        |                   |
| Club              | Ciudad                              | Estadio                                | Capacidad         |
| Ameghino          | Villa María (Córdoba)               | Estadio "Contigiani-Ameghino"          | 1.100             |
| Ciclista          | Junín                               | Estadio "El Coliseo del Boulevard"     | 2.500             |
| Deportivo Viedma  | Viedma                              | Polideportivo "Ángel Cayetano Arias"   | 2.500             |
| GELP              | La Plata                            | Polideportivo "Víctor Nethol"          | 3.000             |
| Hispano Americano | Río Gallegos                        | Estadio "Tito Wilson"                  | 1.200             |
| La Unión          | Colón (Entre Ríos)                  | Estadio Carlos José Delasoie           | 1.300             |
| Lanús             | Lanús                               | Microestadio "Antonio Rotili"          | 3.000             |
| Pergamino         | Pergamino                           | Estadio "Ricardo «Dorado» Merlo"       | 200               |
| Pico FC           | General Pico (La Pampa)             | Estadio "Parque Angel Larrea"          | 2.000             |
| Pilar             | Pilar (Buenos Aires)                | Gimnasio "Javier Peverelli"            |                   |
| Provincial        | Rosario                             | Estadio "Salvador Bonilla"             |                   |
| Quilmes           | Mar del Plata                       | Microestadio "José Martinez"           | 1.000             |
| Racing            | Chivilcoy                           | "Grilon" Arena                         |                   |
| Racing Club       | Avellaneda                          | Centro Deportivo Racing Club           |                   |
| Rocamora          | Concepción del Uruguay              | Estadio Julio César Paccagnella        | 1.000             |
| Unión             | Mar del Plata                       | Estadio Polideportivo "Islas Malvinas" | 8.000             |
| Villa Mitre (BB)  | Bahía Blanca                        | Estadio "Jose Martinez"                | 2.800             |

| Región                    | Cantidad |
| ------------------------- | -------- |
| Provincia de Buenos Aires | 10       |
| Provincia de Córdoba      | 4        |
| Provincia de Santa Fe     | 4        |
| Entre Ríos                | 3        |
| Chaco                     | 2        |
| Provincia de La Rioja     | 1        |
| Provincia de San Luis     | 1        |
| Santiago del Estero       | 1        |
| Catamarca                 | 1        |
| Mendoza                   | 1        |
| Salta                     | 1        |
| Río Negro                 | 1        |
| Santa Cruz                | 1        |
| La Pampa                  | 1        |

## Formato de disputa
Para la Primera Fase de la temporada se estructurará en cada conferencia con formato todos contra todos con partidos de ida y vuela entre los equipos de cada conferencia para un total de 30 fechas en la Conferencia Norte y 32 fechas en la Conferencia Sur, sin cruces entre equipos de la Norte y de la Sur. Una vez concluida esta etapa se abrirán las a las instancias de Playoffs.

#### Playoffs
Una vez finalizada la fase regular, los cuatro mejores de cada conferencia clasificarán directo a los cuartos de final y serán locales en dicha instancia, sin tener que pasar por el proceso de Reclasificación. 
No obstante, hay dos instancias de repechaje previas. En primera lugar, una etapa de Play-In entre cuatro equipos que otorga dos lugares para la Reclasificación posterior. Esta última estará compuesta por ocho equipos del que saldrán cuatro para disputar los cuartos de final.
El Play-In propiamente dicho se disputará entre los clasificados del 11.er al 14.º puesto de cada conferencia. Será a un único partido en cancha del mejor ubicado. Lo harán de la siguiente manera:
- 11.er vs 12.º
- 13.er vs 14.º

El ganador del cruce entre el 11.er vs el 12.º ingresará directamente a la Reclasificación. Mientras que el perdedor deberá jugar ante el ganador del cruce entre el 13.er vs el 14.º para definir la última plaza para la Reclasificación. 
Una vez definidos los equipos surgidos del Play-In, comenzará la etapa de Reclasificación. La misma será al mejor de tres partidos en formato 1-2, es decir, comenzando en la cancha del peor clasificado. Los ganadores de cada llave accederán a los cuartos de final. Y será de la siguiente manera:
- 5.º vs 12.º
- 6.º vs 11.er
- 7.º vs 10.º
- 8.º vs 9.º

Una vez finalizada la etapa, se reordenarán los cuatro equipos clasificados basándose en su récord de la fase regular y cruzarán contra los cuatro mejores de cada conferencia que ya se encontraban clasificados esperando rival. Los cuartos de final serán al mejor de cinco juegos. Así quedarán armadas las llaves desde los cuartos de final en adelante.
- 1.er vs 8.º
- 4.º vs 5.º
- 3.er vs 6.º
- 2.º vs 7.º

Las instancias de cuartos de final, semifinales y finales de conferencia se resolverán al mejor de cinco partidos. Al igual que las ansiadas Finales por el título, que otorgará el ascenso a La Liga Nacional.

#### Descenso
Esta edición contempla dos descensos, uno por cada conferencia, reservados para aquellos equipos que finalicen en la última posición de la tabla al finalizar la fase regular. Una vez terminada dicha etapa, el peor registro de la Conferencia Norte y el peor registro de la Conferencia Sur, perderán la categoría.

## Desarrollo del torneo

### Temporada regular - Primera fase

#### Conferencia Norte[17]
| Equipo | Equipo            | PJ | PG | PP | Pts |
| ------ | ----------------- | -- | -- | -- | --- |
| 1.°    | San Isidro        | 30 | 25 | 5  | 55  |
| 2.°    | Atenas (C)        | 30 | 24 | 6  | 54  |
| 3.°    | Villa San Martín  | 30 | 20 | 10 | 50  |
| 4.°    | Sportivo Suardi   | 30 | 19 | 11 | 49  |
| 5.°    | GEPU              | 30 | 19 | 11 | 49  |
| 6.°    | Deportivo Norte   | 30 | 17 | 13 | 47  |
| 7.°    | Amancay (LR)      | 30 | 16 | 14 | 46  |
| 8.°    | Montmartre        | 30 | 16 | 14 | 46  |
| 9.°    | Rivadavia (MZA)   | 30 | 15 | 15 | 45  |
| 10.°   | Salta Basket      | 30 | 15 | 15 | 45  |
| 11.°   | Barrio Parque     | 30 | 14 | 16 | 44  |
| 12.°   | Independiente BBC | 30 | 13 | 17 | 43  |
| 13.°   | Colón (SF)        | 30 | 12 | 18 | 42  |
| 14.°   | Echague           | 30 | 9  | 21 | 39  |
| 15.°   | Jachal (SJ)       | 30 | 6  | 24 | 36  |
| 16.°   | Sarmiento (R)     | 30 | 0  | 30 | 30  |

#### Conferencia Sur[17]
| Equipo | Equipo            | PJ | PG | PP | Pts |
| ------ | ----------------- | -- | -- | -- | --- |
| 1.°    | Lanús             | 32 | 25 | 7  | 57  |
| 2.°    | Racing (CH)       | 32 | 23 | 9  | 55  |
| 3.°    | Pico FC           | 32 | 20 | 12 | 52  |
| 4.°    | Deportivo Viedma  | 32 | 18 | 14 | 50  |
| 5.°    | Villa Mitre (BB)  | 32 | 18 | 13 | 50  |
| 6.°    | Racing (A)        | 32 | 17 | 15 | 49  |
| 7.°    | Pergamino Basket  | 32 | 17 | 15 | 49  |
| 8.°    | Quilmes (MDQ)     | 32 | 16 | 16 | 48  |
| 9.°    | Ameghino          | 32 | 15 | 17 | 47  |
| 10.°   | Ciclista (J)      | 32 | 15 | 17 | 47  |
| 11.°   | Provincial (R)    | 32 | 15 | 17 | 47  |
| 12.°   | Hispano Americano | 32 | 15 | 17 | 47  |
| 13.°   | La Unión (C)      | 32 | 14 | 18 | 46  |
| 14.°   | Pilar             | 32 | 14 | 18 | 46  |
| 15.°   | Gimnasia (LP)     | 32 | 10 | 22 | 42  |
| 16.°   | Unión (MDQ)       | 32 | 10 | 22 | 42  |
| 17.°   | Rocamora          | 32 | 10 | 22 | 42  |

### Postemporada - Play-offs

#### Play-in

##### Conferencia Norte
|  | Primera eliminatoria | Primera eliminatoria | Primera eliminatoria |    |  | Segunda eliminatoria | Segunda eliminatoria | Segunda eliminatoria |  | Clasificados | Clasificados      |
|  |                      |                      |                      |    |  |                      |                      |                      |  |              |                   |
|  | 11.º                 | Barrio Parque        | 81                   |    |  |                      |                      |                      |  | 11.º         | Barrio Parque     |
|  | 12.°                 | Independiente BBC    | 53                   |    |  |                      |                      |                      |  |              |                   |
|  |                      |                      |                      |    |  | 12.º                 | Independiente BBC    | 82                   |  | 12.º         | Independiente BBC |
|  |                      | 14.°                 | Echagüe              | 65 |  |                      |                      |                      |  |              |                   |
|  | 13.°                 | Colón (SF)           | 77                   |    |  |                      |                      |                      |  |              |                   |
|  | 14.°                 | Echagüe              | 87                   |    |  |                      |                      |                      |  |              |                   |

| 10 de abril, 21:00 | Barrio Parque                                               | 81–53                | Independiente BBC                                                   | Córdoba                        |  |  |
|                    | Parciales: 28-13, 18-19, 16-11, 19-10                       |                      |                                                                     |                                |  |  |
|                    | Estadísticas Ledesma, R. 19 Herrera, B. 10 Buchaillot, N. 6 | Reporte Pts Reb Asts | Estadísticas Vittar, M. 16 / Castillo, J 16 Jerez, F. 12 Vittar, M. | Pabellón: El Teatro del Parque |  |  |
| 1-0                |                                                             |                      |                                                                     |                                |  |  |
|                    |                                                             |                      |                                                                     |                                |  |  |

| 9 de abril, 21:00 | Colon (SF)                                           | 77–87                | Echagüe                                                   | Santa Fe               |  |  |
|                   | Parciales: 23-24, 27-16, 10-20, 17-27                |                      |                                                           |                        |  |  |
|                   | Estadísticas Fravega, F. 18 Botta, T. 11 Botta, T. 8 | Reporte Pts Reb Asts | Estadísticas Gonzalez, G. 25 Echeverria, I. 11 Ruiz, L. 6 | Pabellón: Roque Otrino |  |  |
| 0.-1              |                                                      |                      |                                                           |                        |  |  |
|                   |                                                      |                      |                                                           |                        |  |  |

| 15 de abril, 21:00 | Independiente BBC                                      | 82–65                | Echagüe                                          | Santiago del Estero     |  |  |
|                    | Parciales: 23-16, 16-14, 19-13, 24-22                  |                      |                                                  |                         |  |  |
|                    | Estadísticas Gomez, L. 25 Castillo, J. 10 Vittar, M. 7 | Reporte Pts Reb Asts | Estadísticas Ruiz, L. 24 Bandeo, P. 7 Ruiz, L. 3 | Pabellón: Israel Parnas |  |  |
| 1-0                |                                                        |                      |                                                  |                         |  |  |
|                    |                                                        |                      |                                                  |                         |  |  |

##### Conferencia Sur
|  | Primera eliminatoria | Primera eliminatoria | Primera eliminatoria |    |  | Segunda eliminatoria | Segunda eliminatoria | Segunda eliminatoria |  | Clasificados | Clasificados   |
|  |                      |                      |                      |    |  |                      |                      |                      |  |              |                |
|  | 11.º                 | Ciclista (J)         | 69                   |    |  |                      |                      |                      |  | 12.º         | Provincial (R) |
|  | 12.°                 | Provincial (R)       | 71                   |    |  |                      |                      |                      |  |              |                |
|  |                      |                      |                      |    |  | 11.°                 | Ciclista (J)         | 80                   |  | 11.°         | Ciclista (J)   |
|  |                      | 13.º                 | Pilar                | 67 |  |                      |                      |                      |  |              |                |
|  | 13.º                 | Pilar                | 83                   |    |  |                      |                      |                      |  |              |                |
|  | 14.º                 | La Unión (C)         | 70                   |    |  |                      |                      |                      |  |              |                |

| 9 de abril, 21:30                       | Ciclista (J)                                          | 69–71                | Provincial (R)                                      | Junín                              |  |
|                                         | Parciales: 14-15, 18-20, 18-20, 19-16                 |                      |                                                     |                                    |  |
|                                         | Estadísticas Reynoso, N. 23 Pablo, A. 11 Britos, A. 5 | Reporte Pts Reb Asts | Estadísticas Boccia, A. 22 Boccia, A. 7 Lopez, S. 3 | Pabellón: El Coliseo del Boulevard |  |
| 0-1                                     |                                                       |                      |                                                     |                                    |  |
| Provincial (R) avanza a reclasificación |                                                       |                      |                                                     |                                    |  |

| 9 de abril, 21:00                                     | Pilar                                                | 83–70                | La Unión (C)                                            | Pilar                      |  |
|                                                       | Parciales: 20-19, 22-25, 23-17, 18-9                 |                      |                                                         |                            |  |
|                                                       | Estadísticas Lowery, D. 17 Lowery, D. 12 Conti, B. 5 | Reporte Pts Reb Asts | Estadísticas Bilat, P. 15 Longoni, L. 8 Fernandez, F. 4 | Pabellón: Javier Peverelli |  |
| 1-0                                                   |                                                      |                      |                                                         |                            |  |
| Pilar avanza a segunda eliminatoria ante Ciclista (J) |                                                      |                      |                                                         |                            |  |

| 14 de abril, 21:00                | Ciclista (J)                                           | 80–67                | Pilar                                               | Junín                              |  |
|                                   | Parciales: 24-17, 18-23, 22-15, 16-12                  |                      |                                                     |                                    |  |
|                                   | Estadísticas Reynoso, N. 15 Reynoso, N. 8 Britos, A. 3 | Reporte Pts Reb Asts | Estadísticas Lowery, D. 15 Lowery, D. 8 Conti, B. 3 | Pabellón: El Coliseo del Boulevard |  |
| 1-0                               |                                                        |                      |                                                     |                                    |  |
| Ciclista avanza a reclasificación |                                                        |                      |                                                     |                                    |  |

#### Reclasificación

##### Conferencia Norte
5.° GEPU vs. 12.° Independiente BBC
Juego 1
| 18 de abril | Independiente BBC | 78–69   | GEPU | Santiago del Estero                                        |  |  |
|             |                   |         |      |                                                            |  |  |
|             |                   | Reporte |      | Pabellón: Estadio Israel Parnás Televisión: basquetpass.tv |  |  |
| 1-0         |                   |         |      |                                                            |  |  |
|             |                   |         |      |                                                            |  |  |

Juego 2
| 18 de abril | GEPU | 74–56   | Independiente BBC | San Luis                                                    |  |  |
|             |      |         |                   |                                                             |  |  |
|             |      | Reporte |                   | Pabellón: Estadio Emilio Perazzo Televisión: basquetpass.tv |  |  |
| 1-1         |      |         |                   |                                                             |  |  |
|             |      |         |                   |                                                             |  |  |

Juego 3
| 18 de abril                             | GEPU | 82–64   | Independiente BBC | San Luis                                                    |  |
|                                         |      |         |                   |                                                             |  |
|                                         |      | Reporte |                   | Pabellón: Estadio Emilio Perazzo Televisión: basquetpass.tv |  |
| 2-1                                     |      |         |                   |                                                             |  |
| GEPU avanza al cuadro final de playoffs |      |         |                   |                                                             |  |

6.° Deportivo Norte vs. 11.° Barrio Parque
Juego 1
| 17 de abril | Barrio Parque | 86–71   | Dep. Norte | Córdoba                                                        |  |  |
|             |               |         |            |                                                                |  |  |
|             |               | Reporte |            | Pabellón: Estadio Teatro del Parque Televisión: basquetpass.tv |  |  |
| 1-0         |               |         |            |                                                                |  |  |
|             |               |         |            |                                                                |  |  |

Juego 2
| 21 de abril                                      | Dep. Norte | 65–81   | Barrio Parque | Armstrong                                                  |  |
|                                                  |            |         |               |                                                            |  |
|                                                  |            | Reporte |               | Pabellón: Estadio Jorge Ferrero Televisión: basquetpass.tv |  |
| 0-2                                              |            |         |               |                                                            |  |
| Barrio Parque avanza al cuadro final de playoffs |            |         |               |                                                            |  |

7.° Amancay (LR) vs. 10.° Salta Basket
Juego 1
| 17 de abril | Salta Basket | 88–79   | Amancay (LR) | Salta                                              |  |  |
|             |              |         |              |                                                    |  |  |
|             |              | Reporte |              | Pabellón: Estadio Delmi Televisión: basquetpass.tv |  |  |
| 1-0         |              |         |              |                                                    |  |  |
|             |              |         |              |                                                    |  |  |

Juego 2
| 21 de abril                                     | Amancay (LR) | 82–84   | Salta Basket | La Rioja                                                      |  |
|                                                 |              |         |              |                                                               |  |
|                                                 |              | Reporte |              | Pabellón: Estadio Cristóbal Romero Televisión: basquetpass.tv |  |
| 0-2                                             |              |         |              |                                                               |  |
| Salta Basket avanza al cuadro final de playoffs |              |         |              |                                                               |  |

8.° Montmartre (C) vs. 9.° Rivadavia (MDZ)
Juego 1
| 17 de abril | Rivadavia (MDZ) | 71–60   | Montmartre (C) | Rivadavia                                                      |  |  |
|             |                 |         |                |                                                                |  |  |
|             |                 | Reporte |                | Pabellón: Estadio Leopoldo Brozovix Televisión: basquetpass.tv |  |  |
| 1-0         |                 |         |                |                                                                |  |  |
|             |                 |         |                |                                                                |  |  |

Juego 2
| 21 de abril                                        | Montmartre (C) | 50–57   | Rivadavia (MDZ) | San Fernando del Valle de Catamarca                                      |  |
|                                                    |                |         |                 |                                                                          |  |
|                                                    |                | Reporte |                 | Pabellón: Polideportivo "Fray Mamerto Esquiú" Televisión: basquetpass.tv |  |
| 0-2                                                |                |         |                 |                                                                          |  |
| Rivadavia (MDZ) avanza al cuadro final de playoffs |                |         |                 |                                                                          |  |

##### Conferencia Sur
5.° Villa Mitre (BB) vs. 12.° Ciclista (J)
Juego 1
| 17 de abril | Ciclista (J) | 89–69   | Villa Mitre (BB) | Junín                                                                 |  |  |
|             |              |         |                  |                                                                       |  |  |
|             |              | Reporte |                  | Pabellón: Estadio El Coliseo del Boulevard Televisión: basquetpass.tv |  |  |
| 1-0         |              |         |                  |                                                                       |  |  |
|             |              |         |                  |                                                                       |  |  |

Juego 2
| 21 de abril | Villa Mitre (BB) | 97–57   | Ciclista (J) | Bahía Blanca                                               |  |  |
|             |                  |         |              |                                                            |  |  |
|             |                  | Reporte |              | Pabellón: Estadio José Martínez Televisión: basquetpass.tv |  |  |
| 1-1         |                  |         |              |                                                            |  |  |
|             |                  |         |              |                                                            |  |  |

Juego 3
| 23 de abril                                         | Villa Mitre (BB) | 92–76   | Ciclista (J) | Bahía Blanca                                               |  |
|                                                     |                  |         |              |                                                            |  |
|                                                     |                  | Reporte |              | Pabellón: Estadio José Martínez Televisión: basquetpass.tv |  |
| 2-1                                                 |                  |         |              |                                                            |  |
| Villa Mitre (BB) avanza al cuadro final de playoffs |                  |         |              |                                                            |  |

6.° Racing Club vs. 11.° Provincial (R)
Juego 1
| 17 de abril | Provincial (R) | 68–93   | Racing Club | Rosario                                                       |  |  |
|             |                |         |             |                                                               |  |  |
|             |                | Reporte |             | Pabellón: Estadio Salvador Bonilla Televisión: basquetpass.tv |  |  |
| 0-1         |                |         |             |                                                               |  |  |
|             |                |         |             |                                                               |  |  |

Juego 2
| 21 de abril                                    | Racing Club | 80–78   | Provincial (R) | Avellaneda                                                        |  |
|                                                |             |         |                |                                                                   |  |
|                                                |             | Reporte |                | Pabellón: Centro Deportivo Racing Club Televisión: basquetpass.tv |  |
| 2-0                                            |             |         |                |                                                                   |  |
| Racing Club avanza al cuadro final de playoffs |             |         |                |                                                                   |  |

7.° Pergamino Basket vs. 10.° Ameghino
Juego 1
| 16 de abril | Ameghino | 72–82   | Pergamino Basket | Villa María                                                      |  |  |
|             |          |         |                  |                                                                  |  |  |
|             |          | Reporte |                  | Pabellón: Estadio CONTIGIANI-AMEGHINO Televisión: basquetpass.tv |  |  |
| 0-1         |          |         |                  |                                                                  |  |  |
|             |          |         |                  |                                                                  |  |  |

Juego 2
| 20 de abril                                         | Pergamino Basket | 90–87   | Ameghino | Pergamino                                                         |  |
|                                                     |                  |         |          |                                                                   |  |
|                                                     |                  | Reporte |          | Pabellón: Estadio Ricardo Dorado Merlo Televisión: basquetpass.tv |  |
| 2-0                                                 |                  |         |          |                                                                   |  |
| Pergamino Basket avanza al cuadro final de playoffs |                  |         |          |                                                                   |  |

8.° Quilmes (MDQ) vs. 10.° Hispano Americano
Juego 1
| 16 de abril | Hispano | 71–88   | Quilmes | Río Gallegos                                             |  |  |
|             |         |         |         |                                                          |  |  |
|             |         | Reporte |         | Pabellón: Estadio Tito Wilson Televisión: basquetpass.tv |  |  |
| 0-1         |         |         |         |                                                          |  |  |
|             |         |         |         |                                                          |  |  |

Juego 2
| 20 de abril                                      | Quilmes | 80–76   | Hispano | Mar del Plata                                              |  |
|                                                  |         |         |         |                                                            |  |
|                                                  |         | Reporte |         | Pabellón: Estadio José Martínez Televisión: basquetpass.tv |  |
| 2-0                                              |         |         |         |                                                            |  |
| Quilmes (MDQ) avanza al cuadro final de playoffs |         |         |         |                                                            |  |

#### Cuadro final
|  | Cuartos de final  | Cuartos de final | Cuartos de final |   |             | Semifinales de conferencia | Semifinales de conferencia | Semifinales de conferencia |  |     | Finales de conferencia | Finales de conferencia | Finales de conferencia |  |     | Finales | Finales | Finales |
|  |                   |                  |                  |   |             |                            |                            |                            |  |     |                        |                        |                        |  |     |         |         |         |
|  | 1.º               | San Isidro       | 2                |   |             |                            |                            |                            |  |     |                        |                        |                        |  |     |         |         |         |
|  | 11.º              | Barrio Parque    | 3                |   |             |                            |                            |                            |  |     |                        |                        |                        |  |     |         |         |         |
|  | 11.º              | Barrio Parque    | 3                |   | 11.º        | Barrio Parque              | 0                          |                            |  |     |                        |                        |                        |  |     |         |         |         |
|  |                   |                  |                  |   | 11.º        | Barrio Parque              | 0                          |                            |  |     |                        |                        |                        |  |     |         |         |         |
|  |                   | 2.º              | Sp. Suardi'      | 3 |             |                            |                            |                            |  |     |                        |                        |                        |  |     |         |         |         |
|  | 4.°               | 2.º              | Sp. Suardi'      | 3 | Sp. Suardi  | 3                          |                            |                            |  |     |                        |                        |                        |  |     |         |         |         |
|  | 4.°               |                  |                  |   | Sp. Suardi  | 3                          |                            |                            |  |     |                        |                        |                        |  |     |         |         |         |
|  | 5.°               | GEPU             | 0                |   |             |                            |                            |                            |  |     |                        |                        |                        |  |     |         |         |         |
|  | 5.°               | GEPU             | 0                |   |             |                            |                            |                            |  | 4.° | Sp. Suardi             | 2                      |                        |  |     |         |         |         |
|  | Conferencia Norte |                  |                  |   |             |                            |                            |                            |  | 4.° | Sp. Suardi             | 2                      |                        |  |     |         |         |         |
|  |                   | 2.°              | Atenas           | 3 |             |                            |                            |                            |  |     |                        |                        |                        |  |     |         |         |         |
|  | 3.°               | 2.°              | Atenas           | 3 | Villa SM    | 2                          |                            |                            |  |     |                        |                        |                        |  |     |         |         |         |
|  | 3.°               |                  |                  |   | Villa SM    | 2                          |                            |                            |  |     |                        |                        |                        |  |     |         |         |         |
|  | 9.°               | Rivadavia        | 3                |   |             |                            |                            |                            |  |     |                        |                        |                        |  |     |         |         |         |
|  | 9.°               | Rivadavia        | 3                |   | 9.°         | Rivadavia                  | 0                          |                            |  |     |                        |                        |                        |  |     |         |         |         |
|  |                   |                  |                  |   | 9.°         | Rivadavia                  | 0                          |                            |  |     |                        |                        |                        |  |     |         |         |         |
|  |                   | 2.°              | Atenas           | 3 |             |                            |                            |                            |  |     |                        |                        |                        |  |     |         |         |         |
|  | 2.°               | 2.°              | Atenas           | 3 | Atenas      | 3                          |                            |                            |  |     |                        |                        |                        |  |     |         |         |         |
|  | 2.°               |                  |                  |   | Atenas      | 3                          |                            |                            |  |     |                        |                        |                        |  |     |         |         |         |
|  | 10.°              | Salta Basket     | 2                |   |             |                            |                            |                            |  |     |                        |                        |                        |  |     |         |         |         |
|  | 10.°              | Salta Basket     | 2                |   |             |                            |                            |                            |  |     |                        |                        |                        |  | 2.° | Atenas  | 3       |         |
|  |                   |                  |                  |   |             |                            |                            |                            |  |     |                        |                        |                        |  | 2.° | Atenas  | 3       |         |
|  |                   | 2.°              | Racing (CH)      | 2 |             |                            |                            |                            |  |     |                        |                        |                        |  |     |         |         |         |
|  | 1.°               | 2.°              | Racing (CH)      | 2 | Lanús       | 3                          |                            |                            |  |     |                        |                        |                        |  |     |         |         |         |
|  | 1.°               |                  |                  |   | Lanús       | 3                          |                            |                            |  |     |                        |                        |                        |  |     |         |         |         |
|  | 8.°               | Quilmes (MDQ)    | 1                |   |             |                            |                            |                            |  |     |                        |                        |                        |  |     |         |         |         |
|  | 8.°               | Quilmes (MDQ)    | 1                |   | 1.°         | Lanús                      | 1                          |                            |  |     |                        |                        |                        |  |     |         |         |         |
|  |                   |                  |                  |   | 1.°         | Lanús                      | 1                          |                            |  |     |                        |                        |                        |  |     |         |         |         |
|  |                   | 5.°              | Villa Mitre      | 3 |             |                            |                            |                            |  |     |                        |                        |                        |  |     |         |         |         |
|  | 4.°               | 5.°              | Villa Mitre      | 3 | Dep. Viedma | 1                          |                            |                            |  |     |                        |                        |                        |  |     |         |         |         |
|  | 4.°               |                  |                  |   | Dep. Viedma | 1                          |                            |                            |  |     |                        |                        |                        |  |     |         |         |         |
|  | 5.°               | Villa Mitre      | 3                |   |             |                            |                            |                            |  |     |                        |                        |                        |  |     |         |         |         |
|  | 5.°               | Villa Mitre      | 3                |   |             |                            |                            |                            |  | 5.° | Villa Mitre            | 1                      |                        |  |     |         |         |         |
|  | Conferencia Sur   |                  |                  |   |             |                            |                            |                            |  | 5.° | Villa Mitre            | 1                      |                        |  |     |         |         |         |
|  |                   | 2.°              | Racing (CH)      | 3 |             |                            |                            |                            |  |     |                        |                        |                        |  |     |         |         |         |
|  | 3.°               | 2.°              | Racing (CH)      | 3 | Pico FC     | 1                          |                            |                            |  |     |                        |                        |                        |  |     |         |         |         |
|  | 3.°               |                  |                  |   | Pico FC     | 1                          |                            |                            |  |     |                        |                        |                        |  |     |         |         |         |
|  | 6.°               | Racing           | 3                |   |             |                            |                            |                            |  |     |                        |                        |                        |  |     |         |         |         |
|  | 6.°               | Racing           | 3                |   | 6.°         | Racing                     | 0                          |                            |  |     |                        |                        |                        |  |     |         |         |         |
|  |                   |                  |                  |   | 6.°         | Racing                     | 0                          |                            |  |     |                        |                        |                        |  |     |         |         |         |
|  |                   | 2.°              | Racing (CH)      | 3 |             |                            |                            |                            |  |     |                        |                        |                        |  |     |         |         |         |
|  | 2.°               | 2.°              | Racing (CH)      | 3 | Racing (CH) | 3                          |                            |                            |  |     |                        |                        |                        |  |     |         |         |         |
|  | 2.°               |                  |                  |   | Racing (CH) | 3                          |                            |                            |  |     |                        |                        |                        |  |     |         |         |         |
|  | 7.°               | Pergamino        | 0                |   |             |                            |                            |                            |  |     |                        |                        |                        |  |     |         |         |         |

Notas: Los equipos ubicados en la primera línea obtuvieron ventaja de localía.
Los resultados a la derecha de cada equipo representan los partidos ganados en la serie.

##### Cuartos de final

###### Conferencia Norte
1.° San Isidro vs. 11.° Barrio Parque
Juego 1
| 27 de abril | San Isidro | 100–81  | Barrio Parque | San Francisco                                              |  |  |
|             |            |         |               |                                                            |  |  |
|             |            | Reporte |               | Pabellón: Estadio Antonio Manno Televisión: basquetpass.tv |  |  |
| 1-0         |            |         |               |                                                            |  |  |
|             |            |         |               |                                                            |  |  |

Juego 2
| 29 de abril | San Isidro | 82–87   | Barrio Parque | San Francisco                                              |  |  |
|             |            |         |               |                                                            |  |  |
|             |            | Reporte |               | Pabellón: Estadio Antonio Manno Televisión: basquetpass.tv |  |  |
| 1-1         |            |         |               |                                                            |  |  |
|             |            |         |               |                                                            |  |  |

Juego 3
| 2 de junio | Barrio Parque | 73–84   | San Isidro | Córdoba                                                        |  |  |
|            |               |         |            |                                                                |  |  |
|            |               | Reporte |            | Pabellón: Estadio Teatro del Parque Televisión: basquetpass.tv |  |  |
| 1-2        |               |         |            |                                                                |  |  |
|            |               |         |            |                                                                |  |  |

Juego 4
| 5 de junio | Barrio Parque | 88–85   | San Isidro | Córdoba                                                        |  |  |
|            |               |         |            |                                                                |  |  |
|            |               | Reporte |            | Pabellón: Estadio Teatro del Parque Televisión: basquetpass.tv |  |  |
| 2-2        |               |         |            |                                                                |  |  |
|            |               |         |            |                                                                |  |  |

Juego 5
| 7 de junio                                        | San Isidro | 71–80   | Barrio Parque | San Francisco                                              |  |
|                                                   |            |         |               |                                                            |  |
|                                                   |            | Reporte |               | Pabellón: Estadio Antonio Manno Televisión: basquetpass.tv |  |
| 2-3                                               |            |         |               |                                                            |  |
| Barrio Parque avanza a semifinales de conferencia |            |         |               |                                                            |  |

4.° Sp. Suardi vs. 5.° GEPU
3.° Villa San Martín vs. 9.° Rivadavia
2.° Atenas vs. 10.° Salta Basket

###### Conferencia Sur
1.° Lanús vs. 8.° Quilmes (MDQ)
4.° Dep. Viedma vs. 5.° Villa Mitre
3.° Pico FC vs. 6.° Racing Club
2.° Racing (CH) vs. 7.° Pergamino

##### Semifinales de conferencia

###### Conferencia Norte
11.° Barrio Parque vs. 4.° Sp. Suardi
9.° Rivadavia vs. 2.° Atenas

###### Conferencia Sur
1.° Lanús vs 5.° Villa Mitre
6.° Racing Club vs. 2.° Racing (CH)

##### Finales de conferencia

###### Conferencia Norte
4.° Sp. Suardi vs 2.° Atenas
Juego 1
| 25 de mayo | Atenas | 89–63   | Sp. Suardi | Córdoba                                                           |  |  |
|            |        |         |            |                                                                   |  |  |
|            |        | Reporte |            | Pabellón: Polideportivo Carlos Cerutti Televisión: basquetpass.tv |  |  |
| 1-0        |        |         |            |                                                                   |  |  |
|            |        |         |            |                                                                   |  |  |

Juego 2
| 27 de mayo | Atenas | 64–67   | Sp. Suardi | Córdoba                                                           |  |  |
|            |        |         |            |                                                                   |  |  |
|            |        | Reporte |            | Pabellón: Polideportivo Carlos Cerutti Televisión: basquetpass.tv |  |  |
| 1-1        |        |         |            |                                                                   |  |  |
|            |        |         |            |                                                                   |  |  |

Juego 3
| 30 de mayo | Sp. Suardi | 85–80   | Atenas | Suardi                                                                |  |  |
|            |            |         |        |                                                                       |  |  |
|            |            | Reporte |        | Pabellón: Estadio El Gigante de la Avenida Televisión: basquetpass.tv |  |  |
| 2-1        |            |         |        |                                                                       |  |  |
|            |            |         |        |                                                                       |  |  |

Juego 4
| 30 de mayo | Sp. Suardi | 71–75   | Atenas                  | Suardi                                                                |  |  |
|            |            |         |                         |                                                                       |  |  |
|            |            | Reporte | Estadísticas 41 Arn, L. | Pabellón: Estadio El Gigante de la Avenida Televisión: basquetpass.tv |  |  |
| 2-2        |            |         |                         |                                                                       |  |  |
|            |            |         |                         |                                                                       |  |  |

Juego 5
| 4 de junio                                                                              | Atenas | 70–62   | Sp. Suardi | Córdoba                                                           |  |
|                                                                                         |        |         |            |                                                                   |  |
|                                                                                         |        | Reporte |            | Pabellón: Polideportivo Carlos Cerutti Televisión: basquetpass.tv |  |
| 3-2                                                                                     |        |         |            |                                                                   |  |
| Atenas se consagra campeón de la Conferencia Norte y disputará la final por el ascenso. |        |         |            |                                                                   |  |

###### Conferencia Sur
5.° Villa Mitre vs. 2.° Racing (CH)

##### Finales
2.° Racing (CH) vs. 2.° Atenas
Juego 1
| 9 de junio, 21:30 | Atenas | 80–72   | Racing (CH) | Córdoba |  |  |
|                   |        |         |             | |  |  |
|                   |        | Reporte |             | Pabellón: Polideportivo Carlos Cerutti Árbitros: *Juan José Fernández *Danilo Molina *José Domínguez Televisión: basquetpass.tv |  |  |
| 1-0               |        |         |             | |  |  |
|                   |        |         |             | |  |  |

Juego 2
| 11 de junio, 21:00 | Atenas | 67–73   | Racing (CH) | Córdoba |  |  |
|                    |        |         |             | |  |  |
|                    |        | Reporte |             | Pabellón: Polideportivo Carlos Cerutti Árbitros: *Diego Rougier *Raúl Lorenzo *Fabio Alaníz Televisión: basquetpass.tv |  |  |
| 1-1                |        |         |             | |  |  |
|                    |        |         |             | |  |  |

Juego 3
| 15 de junio, 21:00 | Racing (CH) | 68–74   | Atenas | Chivilcoy |  |  |
|                    |             |         |        | |  |  |
|                    |             | Reporte |        | Pabellón: Grilon Arena Árbitros: *Julio Dinamarca *Maximiliano Cáceres *Gonzalo Delsart Televisión: basquetpass.tv |  |  |
| 1-2                |             |         |        | |  |  |
|                    |             |         |        | |  |  |

Juego 4
| 17 de junio, 21:00 | Racing (CH) | 84–70   | Atenas | Chivilcoy |  |  |
|                    |             |         |        | |  |  |
|                    |             | Reporte |        | Pabellón: Grilon Arena Árbitros: * Fabricio Vito * Roberto Smith * Emanuel Sánchez Televisión: basquetpass.tv |  |  |
| 2-2                |             |         |        | |  |  |
|                    |             |         |        | |  |  |

Juego 5
| 20 de junio, 21:00                                                                       | Atenas | 80–57 | Racing (CH) | Córdoba |
|                                                                                          |        |       |             | |
|                                                                                          |        |       |             | Pabellón: Polideportivo Carlos Cerutti Árbitros: * Alejandro Chiti * Oscar Brítez * Ariel Rosas Televisión: basquetpass.tv |
| 3-2                                                                                      |        |       |             | |
| Atenas se consagra campeón de la Liga Argentina 2023-2024 y asciende a La Liga Nacional. |        |       |             | |